# Hippadenella deshayesi
 (octobre 2016).
Espèce
Hippadenella deshayesi est une espèce éteinte de Bryozoaires de la famille des Buffonellodidae.

## Description et caractéristiques
Émile Buge indique qu'Hippadenella deshayesi et Hippadenella michelini sont très voisines l'une de l'autre et présentent certainement entre elles des relations phylogéniques. étroites.